# Bernhard Mader
Bernhard Mader (* 1890; † 1980) war ein deutscher römisch-katholischer Priester.
Mader war zwischen 1910 und 1915 Alumne am Eichstätter Lyzeum. Zwischen 1961 und 1970 war er  Domdekan und Finanzdirektor des Bistums Eichstätt.
Er war Träger des Bayerischen Verdienstordens.